# Ременезуб перуанський
Ременезуб перуанський (Mesoplodon peruvianus) — вид ссавців з родини Дзьоборилові.

## Етимологія
грец. μέσος — «середній», грец. όπλων — «зброя» або «інструмент», грец. ὀδών — родовий відмінок від грец. ὀδούς — «зуби», що стосується двох помітних зубів, розташованих приблизно посередині нижньої щелепи, які є тільки у дорослих самців. Видова назва стосується того, що екземпляр, який служив як голотип був знайдений на перуанському узбережжі.

## Середовище проживання
Країни проживання: Колумбія, Коста-Рика, Еквадор, Сальвадор, Гватемала, Гондурас, Мексика, Нікарагуа, Панама, Перу.
Як і інші представники роду, зустрічається в глибоких водах за межами континентального шельфу. Поживою є риби, кальмари, креветки, які ймовірно ловляться на помірній і великій глибині.

## Морфологія
Це найменший з усіх видів роду Mesoplodon. При народженні від 1,5 до 1,6 м в довжину, в той час як дорослі довжиною від 3,4 до 3,9 м. Тіло веретеноподібне, морда відносно коротка. Спинний плавник невеликий і трикутний, розташований трохи далі, ніж половина тіла. Хвостовий плавець широкий і без надрізу. Дорослий самець має два зуба ледь помітні на нижній щелепі. Спина темно-сірого кольору, який переходить до світло-сірого на череві. Самець має шрами, які свідчать про боротьбу з іншими самцями.